# 甲良パーキングエリア
甲良パーキングエリア（こうらパーキングエリア）は、滋賀県犬上郡甲良町の名神高速道路上にあったパーキングエリアである。
前後にある多賀SA・秦荘PA（現・湖東三山PA）とも3kmほどで間隔が近すぎることから、道路公団民営化を控えた2005年（平成17年）9月29日午前10時で廃止となった。廃止後も施設は撤去されずに残っており、下り線の駐車場跡地はヘリポートになっている。

## 歴史
- 2002年（平成14年）6月1日 : 名神ハイウェイバスの急行便が廃止されたため、併設の甲良バスストップを休止。
- 2005年（平成17年）9月29日 : パーキングエリア及び併設のバスストップを廃止。

## 存在した施設

### 上り線（米原・名古屋方面）
- トイレのみ
- 駐車場
  - 大型 5台
  - 小型 8台
- バス停留所

### 下り線（大津・京都方面）
- トイレのみ
- 駐車場
  - 大型 21台
  - 小型 30台
- バス停留所

## 甲良バスストップ
甲良バスストップ（こうらバスストップ）は、滋賀県犬上郡甲良町の、名神高速道路パーキングエリアに併設されていた高速バス用バス停留所。
2002年6月1日に名神ハイウェイバスの急行便が廃止されたため休止となり、その後、PAと同じ理由で2005年9月29日午前10時で廃止となった。

## 隣（廃止時点）
名神高速道路
(28)彦根IC - 多賀SA - 甲良PA - 秦荘PA（現・湖東三山PA） - (29)八日市IC